# Frenchmoor
Frenchmoor – osada i civil parish w Anglii, w Hampshire, w dystrykcie Test Valley. W 2001 civil parish liczyła 25 mieszkańców.